# Амми зубная
А́мми зубна́я, или Висна́га (лат. Ámmi visnága) — двулетнее, в культуре однолетнее, травянистое растение, вид рода Амми (Ammi) семейства Зонтичные (Apiaceae). Своё название получила за то, что в свое время в Италии одревесневшие лучи зонтиков использовались в качестве сырья для зубочисток.

## Распространение и экология
Средиземноморское растение. Ареал вида охватывает Южную и Юго-Восточную Европу, Северную Африку, Ближний и Средний Восток. Встречается на Кавказе, преимущественно в Азербайджане. Натурализовалось повсеместно.
Произрастает в солонцеватых степях и сухих склонах, а также как сорное в посевах. Местами, по небольшим засолённым понижениям, образует почти чистые заросли.
Цветущие растения почти безболезненно переносят кратковременные осенние заморозки в —2, —3° градуса.
|                                                                           |
|                                                                           |
|                                                                           |
|                                                                           |
| Сверху вниз: Листья. Соцветие. Соцветие (вид снизу). Высушенное соцветие. |

## Ботаническое описание
Двулетнее, в культуре однолетнее сильно ветвистое, голое травянистое растение. Корни беловатые, стержневые, деревянистые, слабо ветвистые. Стебель прямой, округлый, бороздчатый, высотой до 1 м.
Листья очерёдные, влагалищные, длиной 2—3 см, шириной 0,5—1 мм, дважды-трижды перисто-рассечённые на тонкие, линейные или линейно-нитевидные, цельные, растопыренные, на конце тонко заострённые дольки.
Густые сложные зонтики на длинных цветоносах, в поперечнике 6—10 см. Лучи зонтика многочисленные (до 100), голые, неодинаковые по длине, во время цветения распростёртые, при плодах сжатые вместе, твердеющие. Цветки мелкие, с неприятным запахом. Венчик пятилепестный; лепестки белые, длиной 1—1,3 мм, суженные в короткий ноготок; краевые лепестки немного увеличенные. В соцветиях имеются многочисленные, щетинковидные, острые, цельные обёртки. Листочки обёртки перисторассечённые. Зубцы чашечки в числе пяти, очень мелкие. Тычинок пять, они чередуются с лепестками. Пестик с нижней двугнёздной завязью; столбики в числе двух, с головчатыми рыльцами; подстолбие короткоконическое, по краю слегка волнистое.
Плод — двусемянка длиной 2—2,5 мм, толщиной около 1,5 мм, голая, яйцевидная или яйцевидно-продолговатая, гладкая, распадающаяся на два полуплодика. Полуплодики слегка изогнутые, зеленовато-бурые с пятью нитевидными светлыми рёбрами. Секреторные канальцы под ложбинками одиночные, на спайке в числе двух. Вес 1000 «семян» (полуплодиков) — 0,72—0,85 г.
Цветёт в июне — августе. Плодоносит в августе — сентябре.

## Растительное сырьё

### Заготовка сырья
С лечебной целью заготавливают плоды отдельно (лат. Fructus Ammi visnagae) или смесь плодов с половой (Ammi visnaga mixtio fructorum cum pale) в период их массового побурения или свертывания зонтиков. Полова состоит из частей плодоножек, лучей зонтиков, измельчённых листьев и стеблей. Плоды должны составлять не менее половины сырья. Срок хранения до 3 лет.

#### Приёмы возделывания в культуре
Амми зубная требует плодородных структурных почв, положительно отзывается на удобрения (навоз, суперфосфат, азотнокислый аммоний и хлористый калий). Лучшие предшественники — чёрный пар или озимые, идущие по пару. Посев производится ранней весной или под зиму; к семенам подмешиваются семена маячных культур (мак, салат). При весеннем посеве семена стратифицируются в течение одного — двух месяцев; глубина заделки семян 1,5—2 см. Норма высева — 5—7 кг/га. Лучшие результаты дают весенние посевы стратифицированными семенами. Ширина междурядий 60—70 см. Уход за посевами состоит в прополке сорняков и поддержании почвы в рыхлом состоянии. Созревание плодов происходит неравномерно; наиболее крупные, центральные зонтики созревают на 20—30 дней раньше боковых и дают наилучшие по качеству семена. Уборка производится в период созревания семян у основной массы зонтиков — в конце сентября или в октябре. Урожай плодов от 6 до 12 ц/га.

### Химический состав
Всё растение содержит жирное масло (около 20 %), эфирное масло (0,2 %) и производные фуранохромона. Основными из них являются келлин и виснагин. Кроме этого, в растении содержится пирокумарины виснадин и дигидросамидин, флавоноиды.
Оценка сырья проводится по келлину, которого в плодах содержится около 1 %, в листьях 0,9—1,2 %, в корнях и стеблях 0,1 %.
В зависимости от места произрастания меняется химический состав амми: в плодах египетского растения содержится келлин, виснагин и келлол-глюкозид, в плодах американского происхождения отсутствует келлол-глюкозид, в плодах, выращенных на Украине, виснагин не обнаружен.

### Фармакологические свойства
Препараты амми зубной обладают спазмолитическими свойствами: они понижают тонус стенки сосудов, кишечника, мочевого и жёлчного пузырей, расширяют бронхи и венечные сосуды сердца.
Оказывают слабое седативное действие.
При систематическом приёме келлина у больных, страдающих частыми приступами стенокардии, последние значительно смягчаются или полностью проходят. В отличие от нитроглицерина, келлин не купирует приступов стенокардии и поэтому не является средством неотложной помощи. Терапевтическое действие келлина при хронической коронарной недостаточности проявляется медленно, но оно более продолжительно по сравнению с нитроглицерином. В эксперименте келлин вызывает расширение венечных сосудов с увеличением кровотока в два — три раза, кровяное давление не изменяет; расслабляет гладкую мускулатуру бронхов, мочеточников, кишечника, жёлчных путей и матки; действует успокаивающе на центральную нервную систему.

## Значение и применение

### В медицине
Назначаются при бронхиальной астме, спазмах кишечника и желудка, при стенокардии и коклюше. Настойка амми зубной при спазмах мочеточников и почечной колике, почечнокаменной болезни.
Из амми зубной готовят комплексный препарат «Ависан», содержащий до 8 % суммы хромонов, небольшое количество фурокумаринов и флавонов. Обладает спазмолитическими свойствами. Применяется при тех же заболеваниях, что и настойка амми. При лечении мочекаменной болезни необходимо принимать большое количество жидкости (до 2 л воды или чая в течение 2—3 часов).

#### Противопоказания
Препараты малотоксичны. В отдельных случаях возможны побочные явления: головокружение, сонливость, нарушения функции желудочно-кишечного тракта, сыпь. Противопоказаны при далеко зашедшей недостаточности кровообращения.

### Медонос
Непрерывно цветущее растение привлекает большое количество пчёл. Хорошее расположение и простое устройство цветка позволяет пчёлам легко брать нектар. Своеобразный аромат, привлекательная белая окраска крупных соцветий на ярко-зеленом фоне куста, их большая масса и обильное выделение нектара (даже при неблагоприятных условиях погода) позволяет считать зубную амми хорошим медоносом. Установлены случаи, когда такой ценный медонос, как фацелия, при значительной засухе не выделял нектара, а зубная амми в то время давала хороший взяток.
Мёд с красноватым оттенком, прозрачный и ароматный. В 1960—1961 годах когда летние месяцы были дождливыми и прохладными в районе Майкопа амми не посещалась пчёлами несмотря на обильное цветение, но посещалась бабочками, мухами и другими насекомыми. В 1962 году стояла жаркая засушливая погода и с 13 по 18 июля привес контрольных ульев составил 17 кг. Цветение продолжалось до сентября.

## Таксономия
Вид Амми зубная входит в род Амми (Ammi) семейства Зонтичные (Apiaceae) порядка Зонтикоцветные (Apiales).
|  |                                      |  |                                                             |                                                             |                     |  | ещё 8 семейств (согласно Системе APG II) | ещё 8 семейств (согласно Системе APG II) |                     |  |  |  | ещё от 3 до 6 видов |
|  |                                      |  |                                                             |                                                             |                     |  | ещё 8 семейств (согласно Системе APG II) | ещё 8 семейств (согласно Системе APG II) |                     |  |  |  | ещё от 3 до 6 видов |
|  |                                      |  |                                                             | порядок Зонтикоцветные                                      |                     |  |                                          |                                          | род Амми            |  |  |  |                     |
|  |                                      |  |                                                             | порядок Зонтикоцветные                                      |                     |  |                                          |                                          | род Амми            |  |  |  |                     |
|  | отдел Цветковые, или Покрытосеменные |  |                                                             |                                                             | семейство Зонтичные |  |                                          |                                          | вид Амми зубная     |  |  |  |                     |
|  | отдел Цветковые, или Покрытосеменные |  |                                                             |                                                             | семейство Зонтичные |  |                                          |                                          |                     |  |  |  |                     |
|  |                                      |  | ещё 44 порядка цветковых растений (согласно Системе APG II) | ещё 44 порядка цветковых растений (согласно Системе APG II) |                     |  |                                          | еще более 300 родов                      | еще более 300 родов |  |  |  |                     |
|  |                                      |  |                                                             | ещё 44 порядка цветковых растений (согласно Системе APG II) |                     |  |                                          |                                          | еще более 300 родов |  |  |  |                     |

### Синонимы
По данным The Plant List на 2013 год, в синонимику вида входят:
- Ammi dilatatum St.-Lag.
- Apium visnaga (L.) Crantz
- Carum visnaga (L.) Koso-Pol.
- Daucus gingidium L. ex DC., nom. inval.
- Daucus laevis Salisb.
- Daucus visnaga L.
- Selinum visnaga (L.) E.H.L.Krause
- Sium visnaga (L.) Stokes
- Visnaga daucoides Gaertn.